# Ayapango
Ayapango è una cittadina Messicana, capoluogo dell'omonimo comune del Messico, situato nello stato di Messico.

## Storia
I primi insediamenti nella regione furono delle tribù Acxcoteca e Mihuaque, entrambe di origine Olmeca - Xicalanca e risalenti al 1120 d.C. circa. I primi dati preispanici che abbiamo su Ayapango risalgono all'anno 1430, anno in cui probabilmente nacque Aquiauhtzin Cuauhquiyahuacatzintli, che era un nobile di Ayapango e autore della canzone chiamata: “La Enemiga”. Dopo la presa di Tenochtitlan, il 13 agosto 1521, Ayapango entrò a far parte dell'amministrazione di Tenango, sotto il comando ecclesiastico dei francescani. Nell'anno 1550 entrò a far parte della provincia di Chalco. Nel 1897, quando era governatore il generale José Vicente Villada, il Congresso di Stato del Messico decretò la soppressione del municipio di Ayapango, data la precaria situazione economica che manteneva, ed entrò a far parte del municipio di Amecameca. Il nome ufficiale di Ayapango fu cambiato in Ayapango da Gabriel Ramos Millàn il 23 agosto 1950, in onore di Gabriel Ramos Millàn, un avvocato e politico nato qui che creò la Comisión Nacional del Maíz, motivo per cui fu conosciuto anni dopo come "El Apostolo del Maiz". Fa parte del circuito "Pueblos de Encanto dal 14 novembre 2008.

## Origini del nome
Il nome Ayapango deriva dal nahuatl Ayauhpanco, che significa "sul bordo della nebbia", deriva dalla parola ayauhtli = nebbia e -panco = posto.

## Amministrazione
Come altri paesi del Messico, le elezioni municipali, si tengono ogni tre anni e gli amministratori locali possono essere rieletti una sola volta, la giunta comunale è così composta: un Presidente Municipale, (il sindaco), un Amministratore Comunale, sette Consiglieri Comunali, un Tesoriere Municipale e altri 32 dipendenti Municipali che possono variare a seconda del governo in carica .
| CRONOLOGIA DEI PRESIDENTI MUNICIPALI \| Presidente municipale \| Periodo \| Partito \| \| --------------------------------------- \| --------- \| -------------- \| \| J. Guadalupe Armando Faustinos González \| 2000-2003 \| PRI \| \| Josué Gualberto Faustinos Ramírez \| 2003-2006 \| PRI \| \| Gabriel Rosas Silva \| 2006-2009 \| PRD \| \| Edgardo Julian Faustinos Raírez \| 2009-2012 \| PRI \| \| Pedro Alfonso Sánchez Solares \| 2012-2015 \| PRI \| \| Mariana Elizabeth Piedra Bustos \| 2015-2018 \| PRI \| \| René Martín Velázquez Soriano \| 2018-2022 \| PRD \| \| René Martín Velázquez Soriano \| 2022-2024 \| PRD (rieletto) \| \| Margarito Soriano Cuadros \| 2024-2027 \| PRD \| |           |                |
| Presidente municipale | Periodo   | Partito        |
| --- | --------- | -------------- |
| J. Guadalupe Armando Faustinos González | 2000-2003 | PRI            |
| Josué Gualberto Faustinos Ramírez | 2003-2006 | PRI            |
| Gabriel Rosas Silva | 2006-2009 | PRD            |
| Edgardo Julian Faustinos Raírez | 2009-2012 | PRI            |
| Pedro Alfonso Sánchez Solares | 2012-2015 | PRI            |
| Mariana Elizabeth Piedra Bustos | 2015-2018 | PRI            |
| René Martín Velázquez Soriano | 2018-2022 | PRD            |
| René Martín Velázquez Soriano | 2022-2024 | PRD (rieletto) |
| Margarito Soriano Cuadros | 2024-2027 | PRD            |

## Popolazione
Secondo i dati del 2020, il paese aveva una popolazione di 6361 abitanti, il grafico non include le frazioni, con le quali gli abitanti arriverebbero a circa 10.000, di questi 52,2% sono donne e 47,8% uomini, almeno secondo l'ultimo censimento realizzato dall'Instituto Nacional de Estadística, Geografía e Informática (INEGI) nel 2020.
| Anno                      | 2000 | 2005 | 2010 | 2020 |
| ------------------------- | ---- | ---- | ---- | ---- |
| Poplolazione              | 2485 | 3072 | 3687 | 6361 |
| Fonte: INEGI periodo 2020 |      |      |      |      |

## Clima
Ayapango si trova a 2400 metri di altitudine, le notti in particolare nei mesi di dicembre, gennaio e febbraio, possono essere particolarmente fredde con possibili, (anche se rare), nevicate, il periodo delle piogge, va da maggio a novembre, le precipitazioni annuali medie sono di 935,6 millimetri. La temperatura massima è di 32 °C, la minima di -8 °C, la media annuale 14,1 °C.

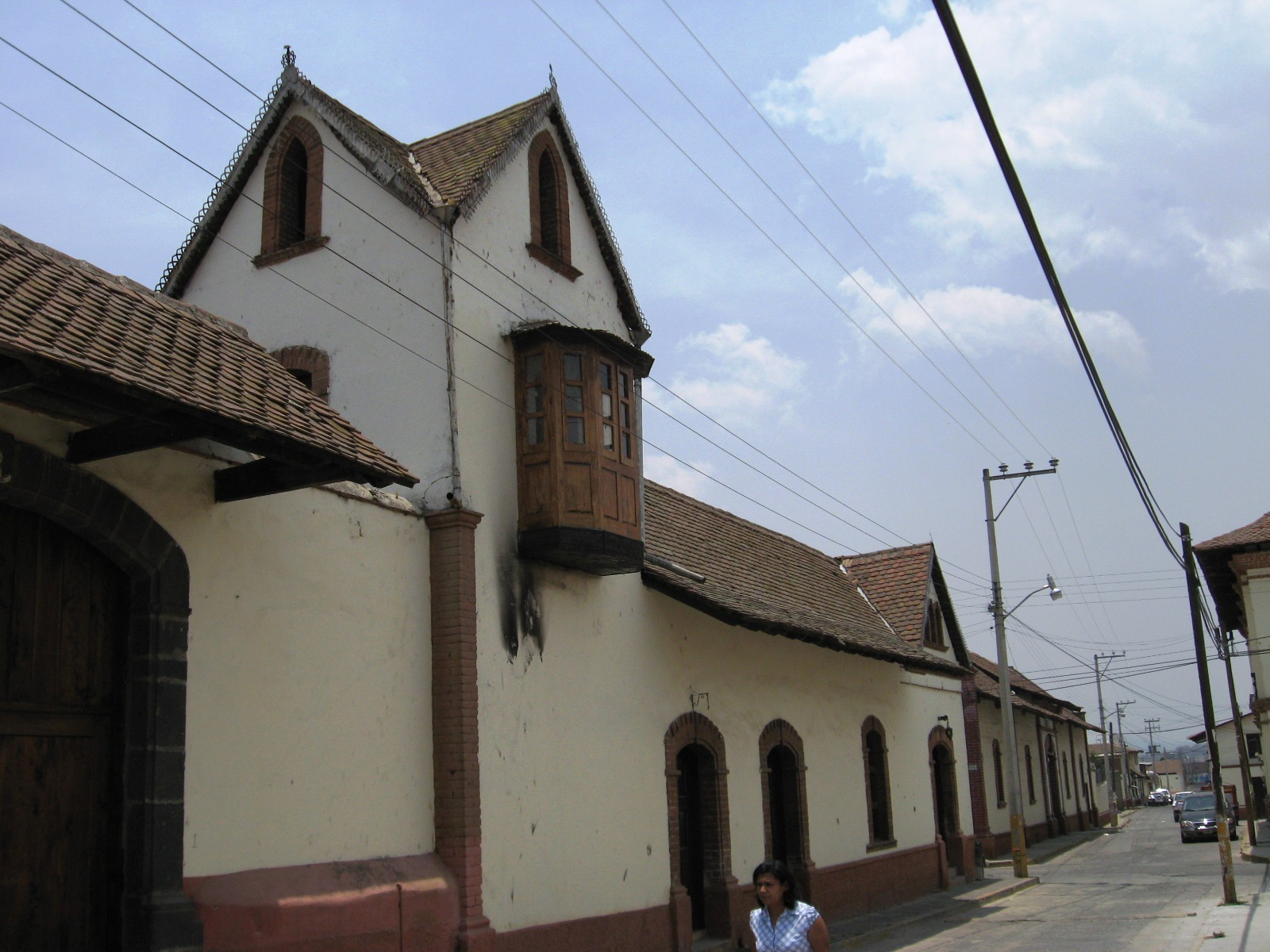
Casa Afrancesada nel centro di Ayapango

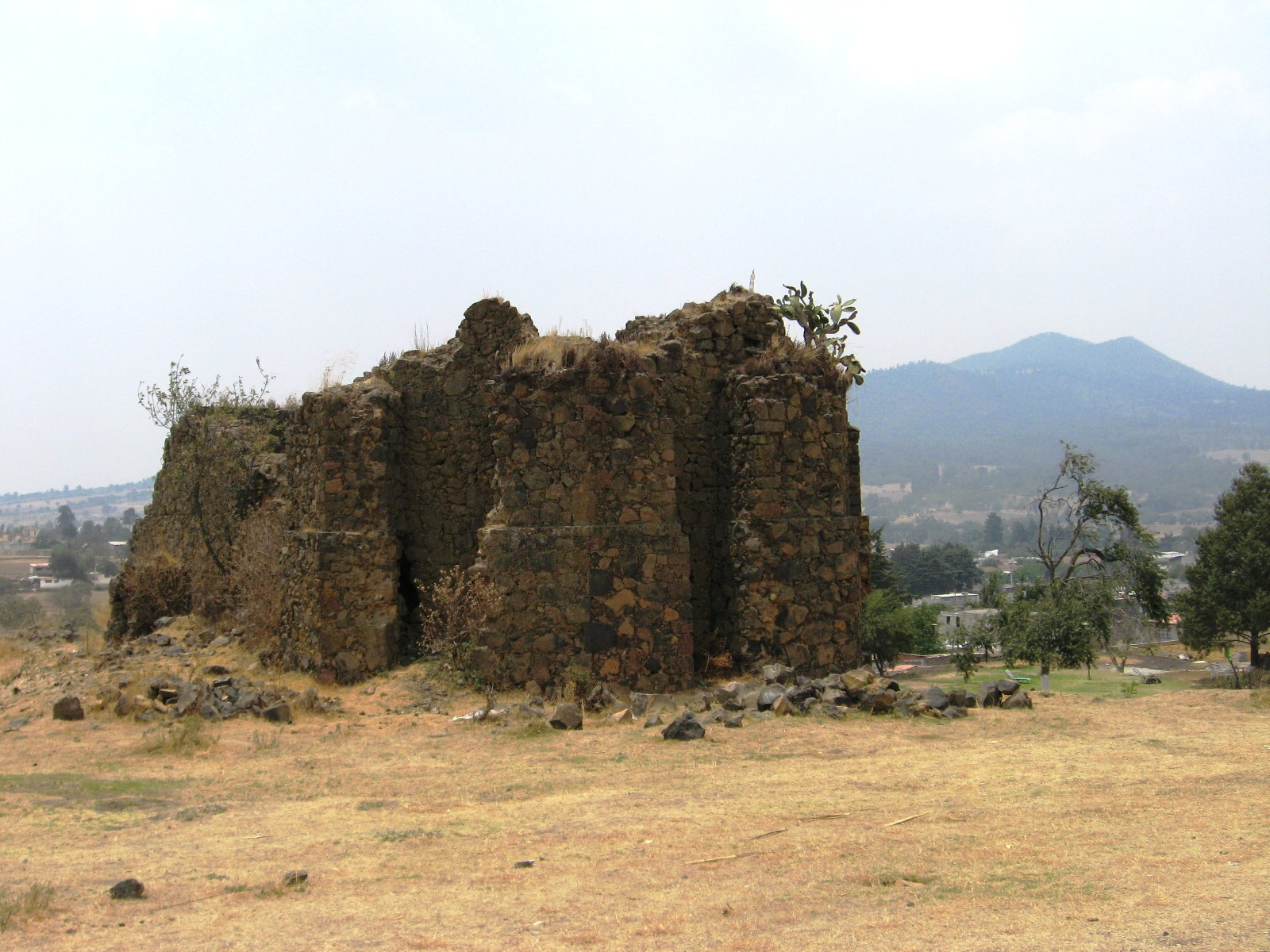
Resti della Misión del Señor del Calvario

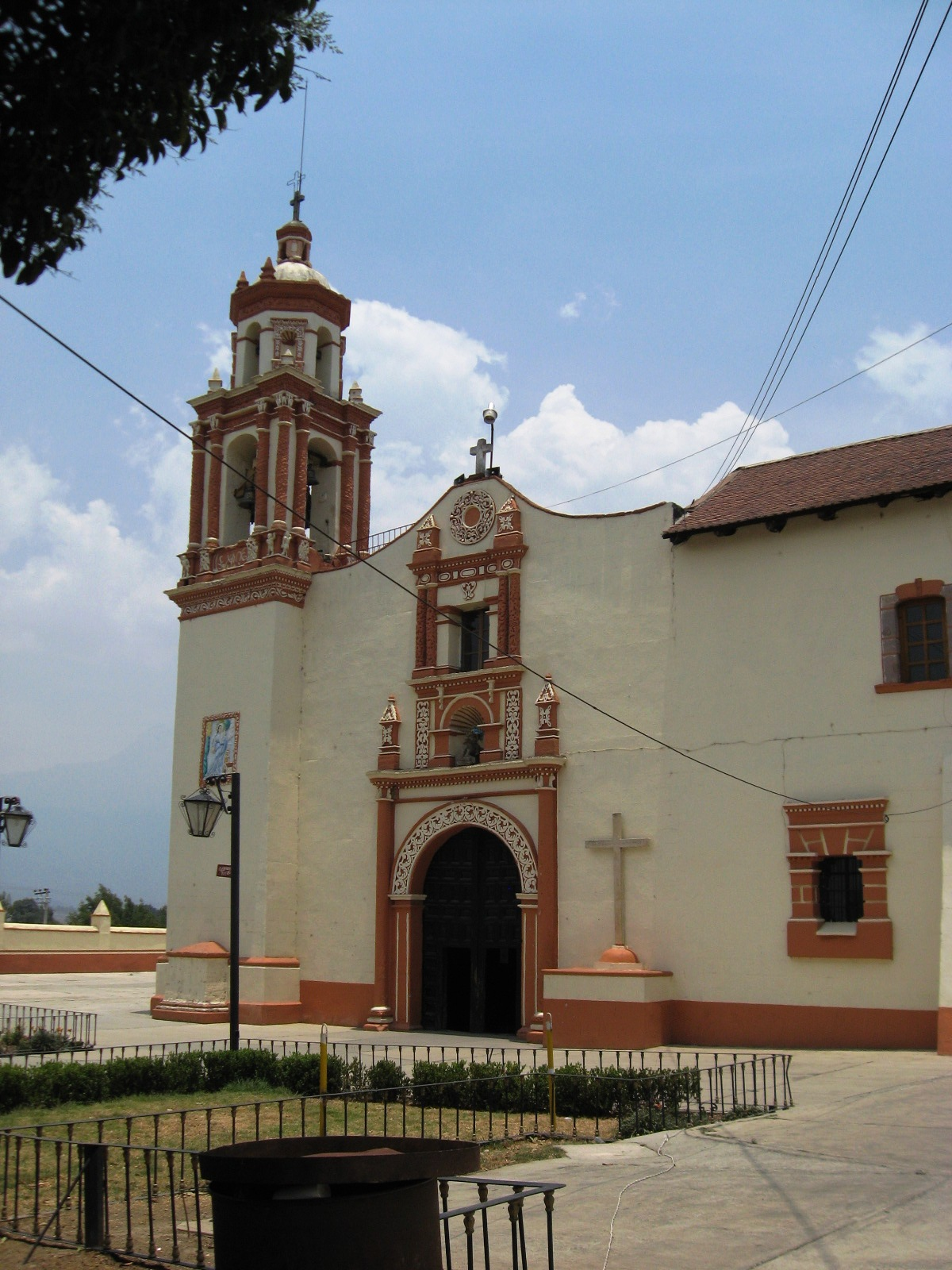
Parroquia de Santiago Apóstol

| Mesi                                                     | Gen. | Feb. | Mar. | Apr. | Mag. | Giu. | Lug. | Ago. | Set. | Ott. | Nov. | Dic. |
| -------------------------------------------------------- | ---- | ---- | ---- | ---- | ---- | ---- | ---- | ---- | ---- | ---- | ---- | ---- |
| Temperatura med. max. C°                                 | 22   | 26   | 31   | 35   | 31   | 25   | 20   | 19   | 18   | 19   | 20   | 22   |
| Temperatura med. min. C°                                 | 4    | 5    | 6    | 7    | 8    | 6    | 0    | 4    | 2    | 6    | 5    | 3    |
| Piogge medie. mm.                                        | 3    | 13   | 15   | 18   | 69   | 151  | 153  | 149  | 105  | 65   | 19   | 15   |
| Giorni possibili di neve                                 | 1    | 1    | 0    | 0    | 0    | 0    | 0    | 0    | 0    | 0    | 0    | 1    |
| Fonte: Instituto Nacional de Estadística, Geografía 2020 |      |      |      |      |      |      |      |      |      |      |      |      |

## Patrimonio storico
Molto interessante il patrimonio storico, il centro storico di Ayapango è quasi interamente in stile coloniale Spagnolo, con palazzi color bianco, beige chiaro e tetti in tegole; il paese fa parte dei "Pueblos de Encanto" dell'Estado de Mexico, i principali edifici coloniali sono i seguenti: 
- Presidencia Municipal De Ayapango (municipio)
- Parroquia de Santiago Apóstol de Ayapango
- Plaza Constitucional de Ayapango
- Plaza Benito Juarez
- Mercado publico Municipal "Santiaguito"
- Templo Evangelico "Principe de la Paz"
- Casa de la Cultura
- Ex stazione ferroviaria
- Misión del Señor del Calvario

## Gabriel Ramos Millàn
Unico personaggio di rilevanza nazionale, Gabriel Ramos Millàn, (1903-1949), è stato un avvocato e politico che nacque ad Ayapango, fu Senatore per due periodi al Congreso de la Unión de México e creò la "Comision Nacional del Maiz", (motivo per cui fu conosciuto, anni dopo, come "L'Apostolo del Mais"), e si adoperò per introdurre nuove sementi e tecniche di coltivazione nel corso della prima metà del secolo. Ramos Millán è morto in un incidente aereo a Pico del Fraile, un'altura vicino a Popocatepetl e nelle vicinanze della casa dove è nato.

## Trasporti
Autobus urbani ed extra-urbani: Ayapango non dispone di una stazione degli autobus, una linea di minibus denominata "Combis", provenienti da Amecameca e Tenango del Aire, transita di fronte alla vecchia stazione ferroviaria, vicino alla Plaza Constitucional, dove c'è una fermata.
Treno: C'è una stazione ferroviaria a poche centinaia di metri dal centro, ma dal 1999, anno della privatizzazione del servizio ferroviario, non esiste più nessun servizio passeggeri, ne merci.
Strade federali: La statale Amecameca-Tenango del Aire (gratuita), collega le due località passando per Amecameca, la strada locale Ayapango-San Antonio Zoyatzingo, collega le due località passando per San Martin Pahuacan, evitando di passare per Amecameca.